# Jens Basse Dam
Jens Basse Dam, född den 25 november 1948, är en dansk skådespelare.
Han har ingen formell skådespelarutbildning, men har sedan 1973 spelat barnteater, först i Teatergruppen Skifteholdet och från 1980 i Teatergruppen Artibus. På 1970-talet medverkade han i två revyer i Köpenhamn, Har du tid et øjeblik och Mens broen er oppe.

## Filmografi (urval)
- 1985 – Jane Horney (TV-serie)
- 1996 – Krystalbarnet
- 1997 – Ørnens øje
- 1999 – Mifune
- 2002 – Charlie Butterfly
- 2002 – Älskar dig för evigt